# Vallelado
Vallelado település Spanyolországban, Segovia tartományban. Vallelado Chañe, Mata de Cuéllar, San Miguel del Arroyo, San Cristóbal de Cuéllar és Cuéllar községekkel határos. Lakosainak száma 728 fő (2024).

## Népesség
A település népessége az elmúlt években az alábbi módon változott:
| Lakosok száma | 834  | 831  | 803  | 801  | 773  | 739  | 697  | 694  | 721  | 728  |
|               | 2001 | 2004 | 2007 | 2009 | 2012 | 2014 | 2017 | 2019 | 2022 | 2024 |